# Neide de Sordi
Neide Alves Dias De Sordi é uma bibliotecária brasileira. Analista judiciária aposentada do Superior Tribunal de Justiça, é mestre pela Faculdade de Ciências da Informação da Universidade de Brasília (UnB). Integra o Comitê Gestor do Programa de Gestão de Documentos e Memória do Poder Judiciário (Proname) do Conselho Nacional de Justiça como especialista convidada.

## Biografia
No período de fevereiro de 2019 a outubro de 2021, exerceu o cargo de diretora-geral do Arquivo Nacional (AN) e presidente do Conselho Nacional de Arquivos (Conarq), tendo implementado alterações importantes na estrutura e funcionamento do órgão colegiado e coordenado a elaboração de programas e atividades em áreas estratégicas do Arquivo Nacional.  Entre os projetos implementados no AN destacam-se: o desenvolvimento de um novo sistema de informações do AN (SIAN), a política para o Sistema de Gestão de Documentos e Arquivos (Siga) da administração pública federal (APF), a ampliação e fortalecimento do sistema que passou a incluir as unidades de arquivo e o desenvolvimento do seu sistema estruturante para a coleta das informações gerenciais, entre outras.
Foi diretora da empresa InnovaGestão – Consultoria em Informação, tendo atuado como consultora em projetos da Organização Internacional do Trabalho (OIT), Sebrae Nacional, Superior Tribunal Militar, Superior Tribunal Eleitoral e outros.
No âmbito das organizações da sociedade civil, integrou os Conselhos Deliberativos da Open Knowledge Brasil (OKBR) e da Sociedade Brasileira de Gestão do Conhecimento (SBGC). Foi coordenadora de pesquisa no Instituto Brasiliense de Direito Público.
Como diretora-executiva do Departamento de Pesquisas Judiciárias (DPJ) do Conselho Nacional de Justiça (CNJ) e Secretária de Pesquisa e Informação Jurídicas do Centro de Estudos Judiciários (CEJ) do Conselho da Justiça Federal (CJF), coordenou a implantação de programas de gestão de documentos, arquivos, bibliotecas, jurisprudência e fomento à pesquisa na Justiça Federal e no CNJ, com destaque para a coordenação do desenvolvimento das tabelas processuais unificadas da Justiça Federal, a coordenação do desenvolvimento do Modelo de Requisitos para Sistemas Informatizados de Gestão de Processos e Documentos da Justiça Federal (MoReqJus), a implantação do Sistema Nacional de Informação Documental da Justiça Federal (Jusdata) e o Programa de Gestão Documental da Justiça Federal.
Foi diretora da Biblioteca Ministro Oscar Saraiva do Superior Tribunal de Justiça e bibliotecária do Centro Nacional de Informação Documental Agrícola do Ministério da Agricultura.